# ジャック・モリス (俳優)
ジャック・モリス (Jack Morris、1922年4月10日 - 2011年8月15日) はアメリカの俳優であり声優。日本の映画に西洋のキャラクターを演じることが多い。
アメリカに戻って、多くのハンナバーベラショーの各キャラクターの声優として活動した。

## 映画
- 旅に出た極道 (1969年, 佐藤純彌監督, 東映) - ブルース
- 舶来仁義　カポネの舎弟 (1970年, 原田隆司監督, 東映) - レナード
- 幻影拳 ザ・マジック・カンフー（1994年,ウー・マ監督）